# Île de Jekyll
Pour les articles homonymes, voir Jekyll Island (film) et Jekyll Island (film, 1998).
L'île de Jekyll, ou île Jekyll, Jekyll Island en anglais, est une île sur la façade maritime de la Géorgie (États-Unis)  située dans le comté de Glynn etfaisant partie des Golden Isles de Géorgie. L'île appartient à l'État de Géorgie et est gérée par un organisme autonome. 
L'île s'étend nord-sud sur 10 km de long et 2,5 de large, pour une superficie de 23 km2. C'est une destination touristique populaire qui dispose d'un parc aquatique renommé. Une chaussée pavée à péage permet l'accès en voiture depuis le continent.

## Histoire
Elle est proche de l'île de Sapelo où Christophe Poulain Dubignon (1739-1825), commandant du vaisseau et jeune retraité de la Compagnie des Indes fuyant la Révolution française, a fondé en 1792 une dynastie de planteurs de coton, qui ont contribué au développement de cette culture au tout début du XVIIIe siècle, en particulier en utilisant le Sea island cotton, une variété à meilleurs rendements. 
Avec un capital de 240 000 livres, il s'agit de mettre en valeur près de 4 000 hectares de terre, dans un secteur mis en valeur par le général britannique James Oglethorpe à partir de 1738. Parti de Sapelo, en revendant ses parts, il a ensuite poursuivi ses activités à Jekyll island, dont il devient l'unique propriétaire. Financée par l'armateur et négrier de Saint-Malo Pierre-Jacques Meslé de Grandclos, la colonie a ensuite été rejointe par les Réfugiés français de Saint-Domingue en Amérique.
La maison et le cimetière de famille de Christophe Poulain Dubignon sont toujours là sur Jekyll Island, que sa famille a revendus en 1886 pour 125 000 dollars à un groupe de millionnaires souhaitant en faire une réserve de chasse et de pêche.
En 1858, le Wanderer, un navire sous le commandement du capitaine Corrie, transportant une cargaison illégale de personnes d'Afrique arrive sur l'Île après six semaines de voyage. Il contient à son bord plus de 400 personnes. En novembre 2008, le Jekyll Island Museum a dévoilé une exposition consacrée aux Africains réduits en esclavage sur le Wanderer.